# (7865) Françoisgros
(7865) Françoisgros est un astéroïde évoluant dans la ceinture principale, Il a été découvert le 21 mars 1982 à l'observatoire de La Silla par l'astronome belge Henri Debehogne.

Sa désignation provisoire était 1982 FG3.
Il a été nommé en l'honneur du biologiste moléculaire français François Gros.